# Élections législatives danoises de 1926
Les élections législatives danoises de 1926 ont eu lieu le 2 décembre 1926.

## Résultats

### Danemark métropolitain
| Inscrits                     | Inscrits                 | Inscrits                 | 1 741 851 |             |                       |                       |
| Abstentions                  | Abstentions              | Abstentions              | 400 625   | 23 %        |                       |                       |
| Votants                      | Votants                  | Votants                  | 1 341 226 | 77 %        |                       |                       |
|                              |                          |                          |           |             |                       |                       |
| Bulletins enregistrés        | Bulletins enregistrés    | Bulletins enregistrés    | 1 341 226 |             |                       |                       |
| Bulletins blancs ou nuls     | Bulletins blancs ou nuls | Bulletins blancs ou nuls | 3 579     | 0,27 %      |                       |                       |
| Suffrages exprimés           | Suffrages exprimés       | Suffrages exprimés       | 1 337 647 | 99,73 %     | 148 sièges à pourvoir | 148 sièges à pourvoir |
|                              |                          |                          |           |             |                       |                       |
| Liste                        | Tête de liste            |                          | Suffrages | Pourcentage | Sièges acquis         | Var.                  |
| Social-démocratie            | Thorvald Stauning        |                          | 497 106   | 37,16 %     | 53 / 148              | 2                     |
| Venstre                      | Thomas Madsen-Mygdal     |                          | 378 137   | 28,27 %     | 46 / 148              | 2                     |
| Parti populaire conservateur | Emil Piper               |                          | 275 793   | 20,62 %     | 30 / 148              | 2                     |
| Parti social-libéral danois  | Carl Theodor Zahle       |                          | 150 931   | 11,28 %     | 16 / 148              | 4                     |
| Parti de la justice          | Néant                    |                          | 17 463    | 1,31 %      | 2 / 148               | 2                     |
| Parti du Schleswig           | Néant                    |                          | 10 422    | 0,78 %      | 1 / 148               | en stagnation         |
| Parti communiste du Danemark | Ernst Christiansen       |                          | 5 678     | 0,42 %      | 0 / 148               | en stagnation         |
| Autres listes                | Néant                    |                          | 2 117     | 0,16 %      | 0 / 148               |                       |